# 3965 Konopleva
3965 Konopleva (1975 VA9) là một tiểu hành tinh vành đai chính được phát hiện ngày 8 tháng 11 năm 1975 bởi N. Chernykh ở Nauchnyj.